# العلاقات الإثيوبية الأيرلندية
العلاقات الإثيوبية الأيرلندية هي العلاقات الثنائية التي تجمع بين إثيوبيا وجمهورية أيرلندا.

## مقارنة بين البلدين
هذه مقارنة عامة ومرجعية للدولتين:
| وجه المقارنة                                              | إثيوبيا                        | جمهورية أيرلندا                                       |
| --------------------------------------------------------- | ------------------------------ | ----------------------------------------------------- |
| المساحة (كم2)                                             | 1.10 مليون                     | 70.27 ألف                                             |
| عدد السكان (نسمة)                                         | 104.96 مليون                   | 4.76 مليون                                            |
| الكثافة السكانية (ن./كم²)                                 | 95.42                          | 67.74                                                 |
| العاصمة                                                   | أديس أبابا                     | دبلن                                                  |
| اللغة الرسمية                                             | اللغة الأمهرية                 | اللغة الأيرلندية، لغة إنجليزية، الإنجليزية الأيرلندية |
| العملة                                                    | بير إثيوبي                     | جنيه أيرلندي، يورو، عملات اليورو الأيرلندية           |
| الناتج المحلي الإجمالي (بليون دولار)                      | 80.56 مليار                    | 333.73 مليار                                          |
| الناتج المحلي الإجمالي (تعادل القوة الشرائية) بليون دولار | 161.90 مليار                   | 318.16 مليار                                          |
| الناتج المحلي الإجمالي الاسمي للفرد دولار أمريكي          | 619                            | 61.13 ألف                                             |
| الناتج المحلي الإجمالي للفرد دولار أمريكي                 | 1.50 ألف                       |                                                       |
| مؤشر التنمية البشرية                                      | 0.442                          | 0.916                                                 |
| رمز المكالمات الدولي                                      | +251                           | +353                                                  |
| رمز الإنترنت                                              | .et                            | .ie                                                   |
| المنطقة الزمنية                                           | ت ع م+03:00، توقيت شرق أفريقيا | 00، ت ع م+01:00، أوروبا/دبلن ‏                         |

## منظمات دولية مشتركة
يشترك البلدان في عضوية مجموعة من المنظمات الدولية، منها:
| علم المنظمة | اسم المنظمة                        | تاريخ انضمام إثيوبيا | تاريخ انضمام جمهورية أيرلندا |
| ----------- | ---------------------------------- | -------------------- | ---------------------------- |
|             | الاتحاد البريدي العالمي            | ?                    | ?                            |
|             | مؤسسة التنمية الدولية              | 11 أبريل 1961        | 22 ديسمبر 1960               |
|             | منظمة حظر الأسلحة الكيميائية       | ?                    | ?                            |
|             | الأمم المتحدة                      | 13 نوفمبر 1945       | 14 ديسمبر 1955               |
|             | وكالة ضمان الاستثمار متعدد الأطراف | 13 أغسطس 1991        | 27 أكتوبر 1989               |
|             | منظمة الشرطة الجنائية الدولية      | ?                    | ?                            |
|             | مؤسسة التمويل الدولية              | 20 يوليو 1956        | 11 سبتمبر 1958               |
|             | البنك الدولي للإنشاء والتعمير      | 27 ديسمبر 1945       | 8 أغسطس 1957                 |
|             | الاتحاد الدولي للاتصالات           | 20 فبراير 1932       | 8 ديسمبر 1923                |
|             | الفريق المعني برصد الأرض           | ?                    | ?                            |
|             | يونسكو                             | 1 يوليو 1955         | 3 أكتوبر 1961                |

## أعلام
هذه قائمة لبعض الشخصيات التي تربطها علاقات بالبلدين:
- روث نيجا (4 مايو 1982 – )

## وصلات خارجية
- موقع وزارة الخارجية الإثيوبية